# Coupe du Portugal de football 2017-2018
Navigation
Coupe du Portugal 2016-2017 Coupe du Portugal 2018-2019
La Coupe du Portugal de football 2017-2018 ou Taça de Portugal 2017-2018 en portugais, est la 78e édition de la Coupe du Portugal de football. Le CD Aves remporte sa première Coupe du Portugal, avant la finale les joueurs du Sporting CP s'étaient fait violemment agressé par un groupe de supporters.

## Huitièmes de finale
| Date             | Locaux        | Score                   | Visiteurs            |
| ---------------- | ------------- | ----------------------- | -------------------- |
| 6 décembre 2017  | CS Marítimo   | 0 - 0 ap (2-4) t. a. b. | CD Cova da Piedade   |
| 13 décembre 2017 | Moreirense FC | 2 - 2 ap (6-5) t. a. b. | CD Santa Clara       |
| 13 décembre 2017 | CF União      | 1 - 5                   | CD Aves              |
| 13 décembre 2017 | SC Praiense   | 0 - 1                   | SC Farense           |
| 13 décembre 2017 | Sporting CP   | 4 - 0                   | Vilaverdense FC      |
| 13 décembre 2017 | Rio Ave FC    | 3 - 2 ap                | SL Benfica           |
| 14 décembre 2017 | FC Porto      | 4 - 0                   | Vitória Guimarães    |
| 30 décembre 2017 | Caldas SC     | 1 - 1 ap (4-2) t. a. b. | Académica de Coimbra |

## Quarts de finale
| Date            | Locaux             | Score                   | Visiteurs   |
| --------------- | ------------------ | ----------------------- | ----------- |
| 10 janvier 2018 | Caldas SC          | 3 - 2 ap                | SC Farense  |
| 10 janvier 2018 | Rio Ave FC         | 4 - 4 ap (4-5) t. a. b. | CD Aves     |
| 10 janvier 2018 | CD Cova da Piedade | 1 - 2                   | Sporting CP |
| 11 janvier 2018 | Moreirense FC      | 1 - 2                   | FC Porto    |

## Demi-finales
| Équipe   | Aller | Total                | Retour | Équipe      |
| -------- | ----- | -------------------- | ------ | ----------- |
| FC Porto | 1 - 0 | 1 - 1 (4-5) t. a. b. | 0 - 1  | Sporting CP |
| CD Aves  | 1 - 0 | 3 - 1                | 2 - 1  | Caldas SC   |

| 7 février 2018 | FC Porto     | 1 - 0 | Sporting CP |  |
|                | Tiquinho 60e |       |             |  |

| 28 février 2018 | CD Aves                    | 1 - 0 | Caldas SC |  |
|                 | Nildo Petrolina 32e (pen.) |       |           |  |

| 18 avril 2018 | Caldas SC               | 1 - 2 ap | CD Aves              |  |  |
|               | Jorge Fellipe 55e (csc) |          | 97e 107e Vítor Gomes |  |  |

|  | Sporting CP          | 1 - 0 ap | FC Porto |  |
|  | Sebastián Coates 84e |          |          |  |
|  | Tirs au but 5 - 4    |          |          |  |

## Finale
| 20 mai 2018        | CD Aves                  | 2 - 1   | Sporting CP       | Estádio Nacional                               |                                                |
| 17h15 heure locale | Alexandre Guedes 16e 72e | (1 - 0) | Fredy Montero 85e | Spectateurs : 37 593 Arbitrage : Tiago Martins | Spectateurs : 37 593 Arbitrage : Tiago Martins |